# 伊藤一葉 (バレーボール)
伊藤 一葉（いとう いちよう、2006年1月16日 - ）は、日本の女子バレーボール選手である。

## 来歴
大阪府大阪市出身。
大阪学芸高等学校附属中学校を経て履正社高等学校に進学。
全日本バレーボール高等学校選手権大会（春高バレー）への出場はないが、2023年にU19日本代表に選出され、第18回U19世界選手権に出場した。
2023年12月、佐藤淑乃・佐々木遥子とともにNECレッドロケッツの内定選手として発表された。
2024年7月、U20日本代表に選出され、第21回U20アジア選手権に出場した。
同年10月20日の東レアローズ滋賀戦第3セットでリリーフサーバーとして出場し、SVリーグデビューを果たした。
2025年7月、U21世界選手権代表に選出された。

## 球歴
- アンダーカテゴリー日本代表
  - U19世界選手権 - 2023年
  - U20アジア選手権 - 2024年
  - U21世界選手権 - 2025年

## 所属チーム
- 大阪学芸高等学校附属中学校（2018-2021年）
- 履正社高等学校（2021-2024年）
- NECレッドロケッツ川崎（2024年-）